# Patrycja German
Patrycja German (* 1979 in Wrocław, Polen) ist eine polnische Performance-Künstlerin. Sie lebt in Berlin.

## Leben
Patrycja German studierte an der Staatlichen Akademie der Bildenden Künste Karlsruhe, wo sie 2004 ihr Studium abschloss und 2005 Meisterschülerin bei Ernst Caramelle war.
2008 gewann sie den ersten Preis des Saar-Ferngas-Förderpreis für junge Kunst. 2009 wurde sie mit dem HAP-Grieshaber-Preis für ihre herausragende künstlerische Leistung ausgezeichnet.

## Ausstellungen

### Einzelausstellungen
- 2009: “stromabwärts”, Galerie Bernd Kugler, Innsbruck[3]
- 2007: „A radish a day keeps the pain away“, Galerie Anita Beckers, Frankfurt am Main
- 2007: „mich auf dich. dicht an dicht“, Galerie Bernd Kugler, Innsbruck (cat.)
- 2005: „Liebe Sex Karriere Glück“, Galerie Anita Beckers, Frankfurt a. M.
- 2016: Patrycja German. Come Talk To Me, artothek Köln

### Gruppenausstellungen
- 2009: „5 years for friends“ (mit Bara, André Butzer, Thilo Heinzmann, Andreas Hofer, Anna Kolodziejska, Gabriel Kondratiuk, René Luckhardt, Ulrich Wulff), Galerie Bernd Kugler, Innsbruck
- 2009: „RINGEN“, Cream Contemporary, Berlin
- 2009: „Kunst und Öffentlichkeit“, 40 Jahre Neuer Berliner Kunstverein
- 2009: „bildschön. Schönheitskult in der aktuellen Kunst“, Städtische Galerie Karlsruhe
- 2009: „Junge Kunst 2008“ (first price), Stadtgalerie Saarbrücken
- 2009: „Junge Kunst 2008“ (first price), Kunstverein Ludwigshafen
- 2009: „Junge Kunst 2008“ (first price), Galerie Schlassgoart, Esch-sur-Alzette, Luxembourg
- 2008: „Art is a man’s name“, Videoscreening, Temporäre Kunsthalle Berlin
- 2008: „Junge Kunst 2008“ (first price), Museum Pfalzgalerie, Kaiserslautern
- 2008: „My favourite pastime“, Ursula Blickle videolounge, Wien
- 2008: „Checkpoint Berlin“, Villa du Parc, Centre d’art contemporain, Annemasse/Geneve
- 2008: „I make no jokes“ (mit Anna Jermolaewa, Vlad Mamyshev-Monroe, Miriam Tute), Galerie Bernd Kugler, Innsbruck
- 2008: „Leibesübungen“, Ausstellungshalle der Hochschule der Künste Braunschweig, Kunstmuseum Heidenheim, Institute of Contemporary Art-Dunaújváros, Hungary
- 2008: „Vollendete Zukunft“, Galerie Parterre, Berlin
- 2008: „Frauenbilder – Bilder von Frauen“, Kunsthalle-Kunstverein Lingen
- 2008: „Römer V“, Stipendiaten der Kunststiftung Baden-Württemberg und der Akademie Schloss Solitude, Römer, Stuttgart[4]
- 2008: „Patrycja German/Lisa Bidlingmaier“, Kunststiftung Baden-Württemberg, Stuttgart
- 2008: „Hysteria“, Strich, Berlin
- 2007: „Leibesübungen“, Kunsthalle Göppingen,
- 2007: „Niveaualarm“ (mit Klaus Auderer, Bara, Katja Barth, Hanna-Mari Blencke, Lutz Braun, André Butzer, Ben Cottrell, Björn Dahlem, Matthias Dornfeld, Axel Geis, Michael Hackel, Thomas Helbig, Gregor Hildebrandt, Andreas Hofer, Leiko Ikemura, Franka Kassner, Erwin Kneihsl, Maja Körner, Anna Kolodziejska, Gabriel Kondratiuk, Kitty Kraus, Alicja Kwade, Katrin Plavcak, Emanuel Seitz, Markus Selg, Astrid Sourkova, Lorenz Straßl, Frank Lucy Tonke, Remco Torenbosch,  Joep van Liefland, Aribert von Ostrowski, Iskender Yediler, Thomas Zipp usw.), Kunstraum Innsbruck
- 2007: „To be continued…“, Galerie Anita Beckers und Projektraum Satellit, Frankfurt am Main
- 2007: „Je suis une bombe“, Kunsthalle Barmen, Von der Heydt-Museum Wuppertal
- 2007: „Vision + Audition“, Martinskirche Kassel
- 2007: „Finish“, Autohaus Karlsruhe
- 2007: „INTER 09“, INTER Projekte, Berlin
- 2006: „Film & Videokunst: Klassiker und Neuheiten (Videoart: classics and young artists)“, Stuttgarter Staatsgalerie, Stuttgart
- 2006: „Ladies“, Peng, Raum für Kunst, Mannheim[5]
- 2005: „TOP 05“, master students, Heidelberger Kunstverein, Heidelberg
- 2004: „Beauty in a world gone wrong“, Staatliche Akademie der Bildenden Künste Karlsruhe
- 2003: „I am a part of something“, Staatliche Akademie der Bildenden Künste Karlsruhe

### Performances
- 2008: „about beauty“ in der Ausstellung „Vollendete Zukunft“, Galerie Parterre, Berlin
- 2008: „schöne Aussichten“ in der Ausstellung „Patrycja German/Lisa Bidlingmaier“,Kunststiftung Baden-Württemberg, Stuttgart
- 2008: „willst du mit mir gehen?“, Blow5, Performancebegegnungen zwischen Deutschland un Singapur, Umspannwerk Illsede
- 2008: „der Unterschied“ in der Ausstellung „Zeigt her eure Körper, zeigt her eure Seelen“, Lothringer 13/Laden, München[6]
- 2008: „ich wie ich und du wie du“ datanzda anderswo, Rote Fabrik, Zürich
- 2007: „Stromabwärts“, Stromereien 07, Performance Festival Zürich
- 2007: „about beauty“, 12. Art Forum Berlin
- 2007: „The difference“, Galeria Manhattan, Lódz, Polen
- 2007: „Vision/Audition“, Rahmenprogramm des Evangelischen Forums Kassel zur Documenta 12, Martinskirche Kassel
- 2007: „Willkommen“, Galerie Bernd Kugler, Innsbruck
- 2006: „Fahrstuhl“, Staatsgalerie Stuttgart, Stuttgart
- 2006: „Sonnenaufgang/Sonnenuntergang“, Leinzell Open II, Leinzell
- 2006: „Polish kiss“, 14. Internationales Performance Festival „Castle of Imagination“, Stettin, Polen
- 2005: „Du und keine andere“, 1. Performance Festival Salzau
- 2005: „Fahrstuhl“, Heidelberger Kunstverein, Heidelberg
- 2005: „Leg wrestling“, 3dni video i performance (3 days of performance and video), Krakau, Polen
- 2005: „Why I never became a ballerina“, spotkania bydgoskie, BWA Gallery, Bydgoszcz, Polen
- 2005: „Rettich“, Performance, Staatliche Akademie der Bildenden Künste Karlsruhe
- 2005: „Load“, „Castle of Imagination“, The 13th International Performance Art Festival Slupsk Torun/Krakau, Polen
- 2005: „Ty albo zadna“, „Castle of Imagination“, The 13 th International Performance Art Festival Slupsk/Torun/Krakow, Polen
- 2005: „Mule“, BWA Galerry, Zielona Góra, Polen
- 2004: „to get in touch“, Hochschule der Bildenden Künste Braunschweig - Open Class von Marina Abramović
- 2004: „Arbuz“, Gallery Poy, Karlsruhe
- 2004: „Fußwaschung“ und „Ich bin gut“ („Stagetime“), 150. Jubiläum der Staatlichen Akademie der Bildenden Künste Karlsruhe
- 2004: „Warten auf Novemberregen“, „Quasi invisible“, Freiburg Hauptbahnhof
- 2004: „I wanna be famous, because this would be the greatest thing that will ever happen in my live“, Staatliche Akademie der Bildenden Künste Karlsruhe
- 2003: „Challenge“, Königliche Akademie der Bildenden Künste in Den Haag, Niederlande
- 2003: „Challenge“, Staatliche Akademie der Bildenden Künste Karlsruhe
- 2003: „Fiesta“, Performance mit der Gruppe „Hirsch 22“, Gallery Poly, Karlsruhe
- 2003: „Warum ich keine Ballerina wurde“, performance, Temporäres Atelier T6.4, Mannheim
- 2003: „Kochaj mnie“, Performance, Fünf, cultural center, Karlsruhe
- 2002: „Tagtraum“, Performance mit der Gruppe „Hirsch 22“, Karlsruhe
- 2002: „Tagtraum 2“, Performance mit der Gruppe „Hirsch 22“, „Polyphon“ Badischer Kunstverein, Karlsruhe
- 2002: „Moritat“ Performance mit der Gruppe „Hirsch 22“, Performance-Festival, Darmstadt
- 2002: „Moritat“, Performance mit der Gruppe „Hirsch 22“, Staatliche Akademie der Bildenden Künste Karlsruhe

## Buchveröffentlichungen
- Close together = Dicht an dicht. Fluid Ed. u. a., Karlsruhe u. a. 2007, ISBN 978-3-937295-67-1, (Micromono special edition 12), (Zur Solo-Show „Mich auf dich, dicht an dicht“, Galerie Bernd Kugler, Innsbruck, 26. Januar – 24. Februar 2007).